# Irving Finkel

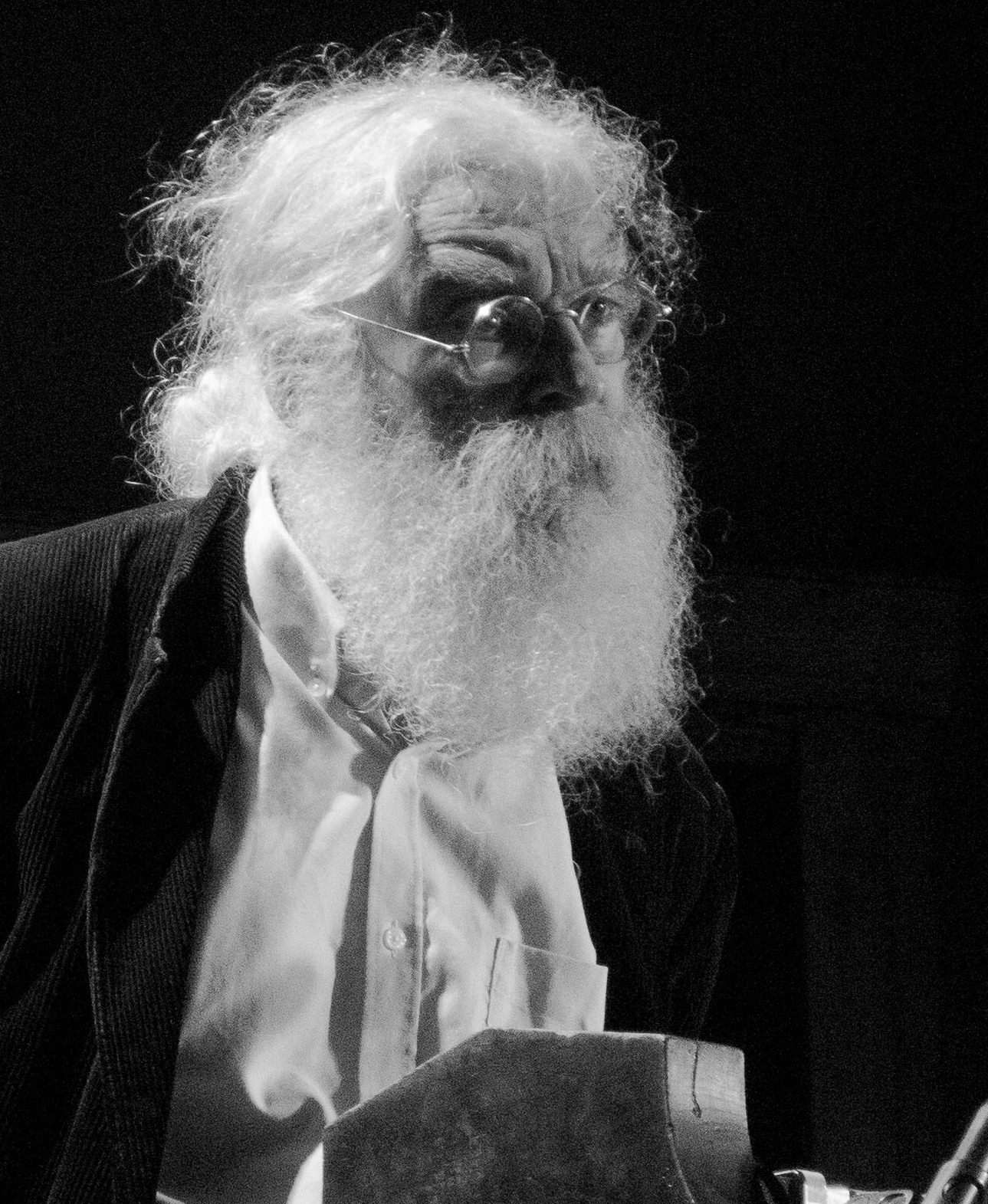
Irving Finkel 2015

Irving Leonard Finkel (* 1. September 1951 in London) ist ein britischer Assyriologe. Er ist Kurator im British Museum und betreut die Abteilung antike mesopotamische Schriften sowie die Abteilung Sprachen und Kulturen des mittleren Osten. Er ist spezialisiert auf Keilschrift und Schrifttafeln aus Ton aus dem antiken Mesopotamien. Darüber hinaus hält er Vorträge und schreibt Bücher.

## Jugend und Ausbildung
Finkel wurde 1951 als eines von fünf Kindern geboren. Seine Eltern waren eine Lehrerin und ein Zahnarzt. Er wuchs in Palmers Green, einem Vorort im Norden Londons, auf und wurde jüdisch orthodox erzogen. Allerdings entwickelte Finkel schon als Jugendlicher eine atheistische Position.
Finkel berichtet in seinem Buch The Ark Before Noah: Decoding the Story of the Flood (deutsch Die Arche vor Noah: Die Entschlüsselung der Geschichte der Sintflut) davon, dass er bereits im Alter von neun Jahren im British Museum arbeiten wollte. Seine Faszination für antike Kulturen führte zunächst zur Ägyptologie. Allerdings konnte der Studiengang, für den er sich einschrieb, nicht durchgeführt werden. Die Universität Birmingham empfahl ihm, vorerst Assyriologie zu studieren, da dieser Fachbereich artverwandt sei. Dort lernte er Wilfred G. Lambert kennen, welcher in ihm die Begeisterung für Keilschrift weckte.
Er erwarb einen Doktorgrad in Assyriologie, mit einer Dissertation über babylonische Austreibungszauber gegen Dämonen.

## Akademischer Werdegang

### Philologie
Finkel war drei Jahre lang Forschungsstipendiat an der Universität Chicago am Orientalistik Institut. Im Jahr 1976 kehrte er nach Großbritannien zurück, wo er als Assistent im Bereich westasiatische Antike im British Museum arbeitete. Dort wurde er verantwortlich für die Kuration, das Lesen und Übersetzen der Museumssammlung von rund 130.000 Keilschrifttafeln.
Seine Forschungen erregten 2014 in vielen Medien Aufmerksamkeit. Er hatte auf einer Keilschrifttafel Elemente der Sintflutgeschichte und Noahs Arche gefunden. In seinem Buch The Ark Before Noah sowie in vielen Vorträgen, erzählt er von den Umständen, wie die Tontafel zu ihm gelangte. Es handelte sich um die Tafel eines Sammlers, der sie im Wert geschätzt haben wollte. Nachdem Finkel die Bedeutung der Tafel klar wurde, konnte er den Sammler überzeugen, die Tafel an das Museum zu verleihen. Auf der Tafel wird ein Bauplan für ein Schiff angegeben, welches vom Bautyp einem sehr großen Coracle oder Guffa entspricht. Dabei handelt es sich um ein rundes, korbförmiges Konstrukt, bestehend aus einem Gestell, das mit einem Seil umwickelt wird, welches mit Bitumen verkleidet wird. Aufgrund der Angaben konnte eine Arche nachgebaut werden, welche den Maßstab 1:3 hatte. Die Finanzierung und Umsetzung war Teil einer Fernsehproduktion, Secrets of Noah's Ark (deutsch Geheimnisse der Arche Noah), die 2014 produziert wurde.

### Brettspiele
Finkel erforscht die Geschichte von Brettspielen und ist Teil des Redaktionsausschusses der Board Game Studies (zu Deutsch: Brettspiel-Studien). Ein Durchbruch in diesem Forschungsgebiet gelang ihm durch das Rekonstruieren der Regeln des Königlichen Spiels von Ur. Da die allgemeinen Regeln des Spiels nicht überliefert sind, leitete er sie aus Keilschrifttafeln her, welche Verbesserungen und Modifikationsvorschläge für das Spiel enthielten. In einem Video des British Museum erklärt Finkel die Regeln und spielt eine Runde gegen Tom Scott. Er sammelte von seiner Jugend bis hin zum Abschluss seiner Doktorarbeit Repliken der Figuren des Lewis Chessmen Sets, welche im Shop des British Museum verkauft wurden. Sein Set wurde im ersten Harry-Potter-Film als Requisite gezeigt.

### Great Diary Project
Irving Finkel war Gründer des Great Diary Project (Großes Tagebuch Projekt), einem Projekt, welches Tagebucheinträge von gewöhnlichen Leuten sammelt. In Zusammenarbeit mit dem Bishopsgate Institute, archivierte Finkel über 2000 persönliche Tagebücher.
Im Museum of Childhood fand 2014 eine Ausstellung von Tagebüchern statt, welche von Kindern im Zeitraum von 1813 bis 1996 verfasst wurden.

### Bücher
Finkel ist Autor einer Vielzahl von fiktiven Werken und Kinderbüchern. Unter anderem Swizzle de Brax and the Blungaphone, welches von Jenny Kallin illustriert wurde. In anderen Büchern bringt er seine Forschung der Öffentlichkeit nah. So skizziert er in The Ark Before Noah, Decoding the Story of the Flood seinen Werdegang in die Forschung. Über das Erlernen von Keilschrift, bis hin zu seinem Forschungserfolg und der großen Konstruktion eines Modells, basierend auf Beschreibungen in einer Keilschrifttafel. Er hatte einen Gastauftritt in den 2014 erschienenen Memoiren The Boy and the Book von Nathan Penlington.

## Persönliches
Finkel lebt mit seiner Frau Joanna im Süd-Osten Londons. Sie haben fünf Kinder.

## Ausgewählte Veröffentlichungen

### Akademische Publikationen
- I. L. Finkel: The First Ghosts: Most Ancient of Legacies. Hodder & Stoughton, 2021.
- I. L. Finkel: The Ark Before Noah: Decoding the Story of the Flood. Hodder & Stoughton, 2014, ISBN 978-1-4447-5705-7.
- I. L. Finkel: Ancient Board Games in Perspective: Papers from the 1990 British Museum colloquium with additional contributions. British Museum, London 2008.
- I. L. Finkel, M. J. Geller: The Wellcome Conference on Babylonian Medicine. Styx, 2007.
- I. L. Finkel: Report on the Sidon Cuneiform tablet. In: Archaeology & History in Lebanon. Band 24, Herbst 2006, S. 114–20.
- I. L. Finkel, J. E. Reade: On some inscribed Babylonian alabastra. In: Journal of the Royal Asiatic Society. Band 12, Nr. 1, 2002, S. 31–46.

### Fiktion und Unterhaltungsliteratur
- I. L. Finkel: The Writing in the Stone. Medina Publishing, 2018, ISBN 978-1-909339-95-8 (google.com).
- I. L. Finkel: Miss Barbellion's Garden. Kennedy & Boyd, 2012, ISBN 978-1-84921-071-3 (google.com).
- I. L. Finkel: Swizzle de Brax and the Blungaphone. Kennedy & Boyd, 2010, ISBN 978-1-84921-082-9 (google.com).
- I. L. Finkel: The Princess Who Wouldn't Come Home. Kennedy & Boyd, 2008, ISBN 978-1-904999-80-5 (google.com).
- I. L. Finkel: The Last Resort Library. Kennedy & Boyd, 2007, ISBN 978-1-904999-41-6 (google.com).